# 荒貴源一 (小惑星)
げんいち・あらき（12456 Genichiaraki）は小惑星帯に位置する小惑星。埼玉県のアマチュア天文家、佐藤直人が1996年に秩父市で発見した。
新潟県のアマチュア天文家で、IRAS・荒貴・オルコック彗星 (C/1983 H1 = (IRAS-Araki-Alcock)) の発見者の一人である荒貴源一にちなんで、2009年6月に命名された。